# کوکی یوشیتاکا
کوکی یوشیتاکا (به ژاپنی: 九鬼 嘉隆 Kuki Yoshitaka)؛ ۱۵۴۲ – ۱۶۰۰) یک سامورایی در دوره سنگوکو بود که ابتدا برای خاندان اودا و سپس به خاندان تویوتومی خدمت می‌کرد.